# Florian Bauer
Florian Bauer (Altötting, 11 de febrero de 1994) es un deportista alemán que compite en bobsleigh en las modalidades doble y cuádruple.
Participó en los Juegos Olímpicos de Pekín 2022, obteniendo dos medallas de plata, en las pruebas doble (junto con Johannes Lochner) y cuádruple (con Johannes Lochner, Christopher Weber y Christian Rasp).
Ganó cuatro medallas en el Campeonato Mundial de Bobsleigh entre los años 2020 y 2025, y cuatro medallas en el Campeonato Europeo de Bobsleigh entre los años 2019 y 2025.

## Palmarés internacional
| Juegos Olímpicos   | Juegos Olímpicos             | Juegos Olímpicos  | Juegos Olímpicos |
| Año                | Lugar                        | Medalla           | Prueba           |
| ------------------ | ---------------------------- | ----------------- | ---------------- |
| 2022               | Pekín (China)                | Medalla de plata  | Doble            |
| 2022               | Pekín (China)                | Medalla de plata  | Cuádruple        |
| Campeonato Mundial |                              |                   |                  |
| Año                | Lugar                        | Medalla           | Prueba           |
| 2020               | Altenberg (Alemania)         | Medalla de plata  | Cuádruple        |
| 2021               | Altenberg (Alemania)         | Medalla de bronce | Cuádruple        |
| 2024               | Winterberg (Alemania)        | Medalla de plata  | Cuádruple        |
| 2025               | Lake Placid (Estados Unidos) | Medalla de plata  | Cuádruple        |
| Campeonato Europeo |                              |                   |                  |
| Año                | Lugar                        | Medalla           | Prueba           |
| 2019               | Königssee (Alemania)         | Medalla de oro    | Cuádruple        |
| 2020               | Winterberg (Alemania)        | Medalla de oro    | Cuádruple        |
| 2022               | Sankt Moritz (Suiza)         | Medalla de plata  | Doble            |
| 2025               | Lillehammer (Noruega)        | Medalla de oro    | Cuádruple        |